# Living Things
„Living Things“ е петият албум на Линкин Парк. Той излязъл на 20 юни 2012 г. Албумът е продуциран от Рик Рубин и Майк Шинода, които са продуцирали и предишните два албума – Minutes to Midnight и A Thousand Suns. През първата седмица от пускането му са продадени 223 000 копия и дебютира в класацията Billboard 200 на първо място. До декември 2013 г. по света са продадени 2,5 млн. копия.

## Музикален стил на албума
Както и предишния албум, и Living Things съдържа рок песни с електронни елементи. Групата споделя, че е комбинирала елементи
от предишните четири албума, за да направи този албум.

## Списък на песните
- 1. „Lost in the Echo“ – 3:25
- 2. „In My Remains“ – 3:20
- 3. „Burn It Down“ – 3:50
- 4. „Lies Greed Misery“ – 2:27
- 5. „I'll Be Gone“ – 3:31
- 6. „Castle of Glass“ – 3:25
- 7. „Victimized“ – 1:46
- 8. „Roads Untraveled“ – 3:49
- 9. „Skin to Bone“ – 2:48
- 10. „Until It Breaks“ – 3:43
- 11. „Tinfoil“ – 1:11
- 12. „Powerless“ – 3:44